# 압타이
압타이(阿布泰, abtai, ?-?) 혹은 아부타이(阿不代, abutai)는 울라나라씨(烏拉那拉氏)로, 해서여진(海西女眞) 울라(Ula, 烏拉) 제3대 수장인 만타이(Mantai, 滿泰)의 삼남이자, 청(淸) 태조(太祖) 누르하치(努爾哈赤)의 대복진(大福晉) 아바하이(Abahai, 阿巴亥)의 형제이다. 울라가 후금(後金)에 병합된 이후로는 정백기(正白旗)에 소속되었고, 청 황실의 어푸(efu, 額駙, 청조의 부마)이자 국구(國舅)가 되었다. 관은 도통겸좌령(都統兼佐領)에까지 이르렀다.:295-296

## 이름
압타이의 이름은 문헌에 따라 압타이 혹은 아부타이로 표기되어 왔다. 대만 학자 장화극(張華克)에 의하면, 『내각장본만문노당(內閣藏本滿文老檔)』에는 한문으로는 '아포태(阿布泰)', 만문(滿文)으로는 '압타이(abtai)'로 표기되었다. 반면 『만문원당(滿文原檔)』에는 한문으로는 '아부대(阿不代)', 만문으로는 '아부타이(abutai)'로 표기되었다. 그러나 압타이(阿布泰, abtai)와 아부타이(阿不代, abutai)는 모두 동일인물이다.

## 생애
후금 천명(天命) 8년(1623), 압타이는 누르하치 친족의 딸이자 거거(gege, 格格)(혹은 화석공주和碩公主:295)를 아내로 맞이하였다. 천총(天聰) 2년(1628) 음3월, 처조카 도도(Dodo, 多鐸)가 압타이의 딸을 아내로 맞이하였다. 또다른 처조카 아지거(Ajige, 阿濟格)는 친가의 아다하이(阿達海)를 중매인으로 하여 정혼하였다. 이 일로 이후 아지거와 압타이와 아다하이는 홍타이지(Hong Taiji, 皇太極)에게 처벌받았다. 압타이는 유격(游擊)에서 비어(備御)로 강등되었고 벌은(罰銀) 200량(兩)을 내었다. 이전에 홍타이지는 '압타이가 참언을 하면서도 악하여 버일러들에게 유하여 압타이와 친해지지 말고, 그 딸과 결혼하지도 말며, 버일러들의 딸을 압타이의 (아들에게) 시집보내지 말도록 하였다(阿布泰讒惡, 諭令諸貝勒勿與結親, 諸貝勒勿娶阿布泰之女, 諸貝勒之女永勿嫁給阿布泰之[子])'고 전한다. 친가 아다하이는 사형을 면제받았지만 얼마 후 처형되었다.
숭덕(崇德) 8년(1643), 홍타이지가 사망하였다. 압타이는 원래 내대신(內大臣) 반열에 있었고 대내(大內)를 출입하였다. 국상(國喪) 기간에 압타이는 내정(內廷)에 들어가지 않고 화석예친왕(和碩豫親王) 도도를 따라 외유하였다. 여러 왕(王)•버일러(貝勒)•버이서(貝子)•구사어전(固山額眞)•의정대신(議政大臣) 등은 군주의 은혜를 저버리고 신하의 예가 없다고 여기며 압타이를 처벌하였다. 그 결과 니루(niru, 牛彔)를 박탈하고 국구와 어푸 이름을 빼앗고 서민으로 강등시켰으며, 우면장정(優免壯丁, 혜택을 받아 각종 역에서 면제된 고관의 자제) 100명은 공역(公役)에 충당하였다.

## 가족
- 아내 : 화석공주(和碩公主)[1]:295
- 아들 : 바렁(巴楞), 이등시위(二等侍衛)[1]:295
- 손자 : 바하타(巴哈塔), 좌령(佐領)[1]:295
- 증손자 : 나?주(納?住)[7][1]:295, 좌령(佐領)[1]:295
- 현손자 : 영복(永福), 좌령(佐領)[1]:295
- 현손자 : 영덕(永德), 삼등시위겸좌령(三等侍衛兼佐領)[1]:295-296